# Sasha Calle
Sasha Marie Calle (Boston, 7 de agosto de 1995) é uma atriz norte-americana, que ficou conhecida por seu trabalho na novela The Young and the Restless, além de ter dado vida a super-heroína Supergirl no filme The Flash.

## Biografia
Sasha Calle nasceu em Boston, Massachusetts e é descendente de colombianos. Ela tem um irmão mais novo. Sasha e sua mãe se mudaram para a Colômbia quando ela tinha dez anos, e voltou para os Estados Unidos depois de dois anos. Aos 17 anos, Calle mudou-se de Miami para Los Angeles para frequentar a American Musical and Dramatic Academy, onde se formou em 2017 e obteve o título de Bacharel em Belas Artes .

## Carreira
Em setembro de 2018, Calle entrou para o elenco da novela The Young and the Restless como chef Lola Rosales. Ela recebeu uma indicação ao Daytime Emmy Awards de Melhor Artista Jovem em Série Dramática em 2020 por sua atuação. Em fevereiro de 2021, Calle foi escalada para seu primeiro papel no cinema para retratar a super-heroína Supergirl no filme The Flash, pertencente ao DC Extended Universe e que foi lançado em junho de 2023. Ela está definida para ser a primeira atriz latina a desempenhar o papel. Calle está definida para estrelar o filme de drama On Swift Horses.

## Filmografia

### Filmes
| Ano  | Título          | Papel                   | Notas            | Ref.   |
| ---- | --------------- | ----------------------- | ---------------- | ------ |
| 2023 | The Flash       | Kara Zor-El / Supergirl | Elenco principal | [ 11 ] |
| TBA  | On Swift Horses | Sandra                  | Elenco principal | [ 12 ] |

### Televisão
| Ano       | Título                     | Papel        | Notas           |
| --------- | -------------------------- | ------------ | --------------- |
| 2017      | Socially Awkward           | Virginia     | 3 episódios     |
| 2018–2021 | The Young and the Restless | Lola Rosales | Papel principal |